# Pallavolo agli XI Giochi del Mediterraneo - Torneo maschile
Il torneo maschile di pallavolo ai XI Giochi del Mediterraneo si è svolto nel 1991 ad Atene, in Grecia, durante gli XI Giochi del Mediterraneo. Al torneo hanno partecipato 8 squadre nazionali di stati che si affacciano sul Mar Mediterraneo e la vittoria finale è andata per la terza volta all'Italia.

## Classifica finale
| Pos | Squadra    | Rosa |
| --- | ---------- | --- |
|     | Italia     | Formazione: Tofoli, Gardini, Lucchetta, Cantagalli, Bracci, Zorzi, Mazzali, Passani, Bellini, Anastasi, CT: -  |
|     | Jugoslavia | Formazione: Brđović, Gulič, Grbić, Lagumdžija, Petrović, Tanasković, Ristić, Kovač, Vujević, Mladenović, CT: - |
|     | Spagna     | Formazione: Maroto, Hervás, López, F. Sánchez, Costa, Pascual, J.Sánchez, Garrido, Rodríguez, Campos, CT: -    |
| 4.  | Francia    | |
| 5.  | Grecia     | |
| 6.  | Turchia    | |
| 7.  | Albania    | |
| 8.  | Algeria    | |